# Pavol Habera
Pavol Habera, född 12 april 1962 i Brezno, Tjeckoslovakien, är en slovakisk rockmusiker. Han slog igenom som sångare i rockgruppen Team på 1980-talet. Han är också känd som en jurymedlem i den slovakiska versionen av TV-programmet Idol som heter Slovensko hľadá Superstar. Habera har också haft huvudroller i några filmer.

## Diskografi

### Album med Burčiak
- Stala sa nám láska (1989)

### Album med Team
- Team 1 (1988)
- Team 2 - Prichytený pri živote (1989)
- Team 3 (1990)
- Team 4 (1991)
- Team 5 (1993)
- Team 6 - Voľná zóna (1996)
- Team 7 - 7edem (2000)
- Team 8 - Mám na teba chuť (2002)
- Team - Live in Praha (2003)
- Team X (2004)
- The best of (2005)
- Team 11 (2007)

### Soloalbum
- Pavol Habera (1991)
- Habera 2 (1992)
- Zhasni a svieť (1995)
- Svet lásku má (1996)
- Habera '97 (1997)
- Vianočné koncerty - Pavol Habera a Peter Dvorský (1998)
- Vianočná hviezda - Pavol Habera a Peter Dvorský (1999)
- Boli sme raz milovaní (2000)
- To sa stáva (2006)

### Musikfilmer
- Evanjelium o Márii (1991)
- Fontána pre Zuzanu 2 (1993)
- Zvonár u Matky Božej v Paríži (1997)
- Soľ nad zlato - Rozprávky s Markízou (2000)
- Traja mušketieri (2004)